# Amauri da Silva
Amauri da Silva (Marília, 6 de março de 1942 – Santos, 20 de maio de 2020) foi um futebolista brasileiro que atuava como atacante.

## Carreira
Em 1961, partiu para o Guarani, onde chegou no fim da temporada. Estreou no time bugrino em 10 de dezembro, na derrota para o Corinthians por 3 a 2. A princípio Amauri foi acomodado na meia-direita, mas em 1962 passou a ser fixado na ponta-direita, pois a meia foi ocupada por Berico.
Em 1963, foi convocado pela Seleção Brasileira para atuar no Campeonato Sul Americano, que aconteceu na Bolívia. Atuou em duas partidas do Campeonato.
Atuou no Guarani até 1964.
Se transferiu para o Flamengo, que defendeu entre 1964 e 65, fazendo 61 jogos (26 vitórias, 12 empates, 23 derrotas) e marcando 15 gols. Pelo clube, foi Campeão Carioca em 1965.
Pelo XV de Piracicaba, foi peça importante no grupo que se sagrou campeão da Divisão de Acesso do Campeonato Paulista, em 1967, marcando gols no triangular decisivo. Defendeu o Nhô Quim entre 1967 e 1970.
Ainda atuou pelo Santos, onde foi campeão do Torneio Roberto Gomes Pedrosa de 1968.
Em 1971, foi contratado pelo Noroeste.
No time mexicano Atlas de Guadalajara ao lado do ponta-esquerda Abel e do centroavante Alcindo, o Bugre.

## Títulos
Flamengo
- Campeonato Carioca: 1965[8][10][11]

- Torneio Gilberto Alves: 1965

- Torneio Amizade do Espirito Santo: 1965

- Troféu Gunnar Goransson: 1965

XV de Piracicaba
- Campeonato Paulista - Divisão de Acesso: 1967

Santos
- Campeonato Brasileiro: 1968

## Morte
Morreu em maio de 2020 e seu corpo foi sepultado no Cemitério Vicentino.